# Dominique Monféry
Dominique Monféry est un réalisateur, animateur et superviseur d'effets visuels français.

## Biographie
Dans le milieu de l'animation depuis 1987, il a commence sa carrière a Disney avec La Bande à Picsou, le film : Le Trésor de la lampe perdue en 1989, comme Layout Man, storyboard artist et comme animateur, puis comme réalisateur avec Destino.
En 2024, il publie une adaptation en bande dessinée éponyme du roman de Jean-Laurent Del Socorro Une pour toutes, qui s'inspire de la vie de Mademoiselle de Maupin.

## Filmographie

### Réalisateur
- 2003 : Destino
- 2006 : Franklin et le trésor du lac
- 2009 : Kérity la maison des contes
- 2015 : Au fil de l'eau[3]

### Scénariste
- 2015 : Au fil de l'eau[3] scénario, concept et histoire originale
- 2018 :   Croc-Blanc co-scénariste, co-dialoguiste et co-adaptateur avec Serge Frydman et Philippe Lioret

### Storyboardeur
- 2006 :   La ferme en folie
- 2006 : Franklin et le trésor du lac
- 2015 : Au fil de l'eau[3]

### Animateur
- 1990 : La Bande à Picsou, le film : Le Trésor de la lampe perdue, assistant animateur
- 1995 : Dingo et Max, animateur superviseur : Paris
- 1996 : Le Bossu de Notre-Dame, animateur : Frollo
- 1997 : Hercule, animateur superviseur : Titans et Cyclopes
- 1999 : Tarzan, animateur superviseur : Sabor la panthere
- 2000 : Kuzco, l'empereur mégalo, animateur superviseur
- 2001 : Atlantide, l'empire perdu, animateur additionnel
- 2003 : Destino, realisateur,animateur
- 2006 : La ferme en folie, directeur de l’animation
- 2011 :  Un monstre à Paris, animateur
- 2015 : Au fil de l'eau[3], directeur de l’animation et animateur superviseur

## Publications

### Bande dessinée
- 2015 : Tin Lizzie, 2 tomes, Thierry Chaffoin (scénario), Dominique Monféry (dessin), Julia Weber (couleurs) , Éditions Paquet, Collection Calandre
- 2016 : Evil Road, Éditions Paquet, Collection Calandre
- 2022 : Mortel imprévu, Rue de Sèvres
- 2023 : La Neige en deuil, Rue de Sèvres, BD parue en septembre 2023, adaptation du roman d'Henri Troyat La Neige en deuil
- 2024 : Une pour toutes, Rue de Sèvres,  (ISBN 9782810207015), adaptation du roman éponyme de Jean-Laurent Del Socorro
- 2025 : Le serpent majuscule, Pierre Lemaitre et Dominique Monféry (scénario), d’après le roman éponyme de Pierre Lemaitre, Dominique Monféry (dessin et couleurs), Rue de Sèvres

## Distinctions
2003 Academy Awards: nommé pour le meilleur court-métrage d'animation avec Destino